# Friedhof Wixhausen
Der Wixhäuser Friedhof ist ein Friedhof in Darmstadt-Wixhausen.

## Geschichte
Der heutige Wixhäuser Friedhof am Auwiesenweg wurde 1869 eingeweiht und mit einer Mauer umgeben. Zuvor war der umfriedete Kirchhof Begräbnisplatz.
Südlich der alten Gebäude wurde in den 1950er Jahren von Schülern des Bildhauers Fritz Schwarzbeck eine Gedenkstätte für Kriegstote errichtet.
Eine Anfang der 1950er Jahre ergänzte Überdachung der Leichenhalle soll die Trauergäste vor der Witterung schützen.
Die architektonische Gestaltung dieses Wetterschutzes mit einer runden Öffnung ist typisch für 1950er Jahre.
Im Jahre 1969 wurde der Friedhof nach Westen erweitert.
Mitte der 1980er Jahre erfolgte eine weitere Erweiterung bis zur Bahnlinie.
Nach dem Bau einer Lärmschutzwand wurde eine neue Trauerhalle am Auwiesenweg errichtet.

## Bildergalerie

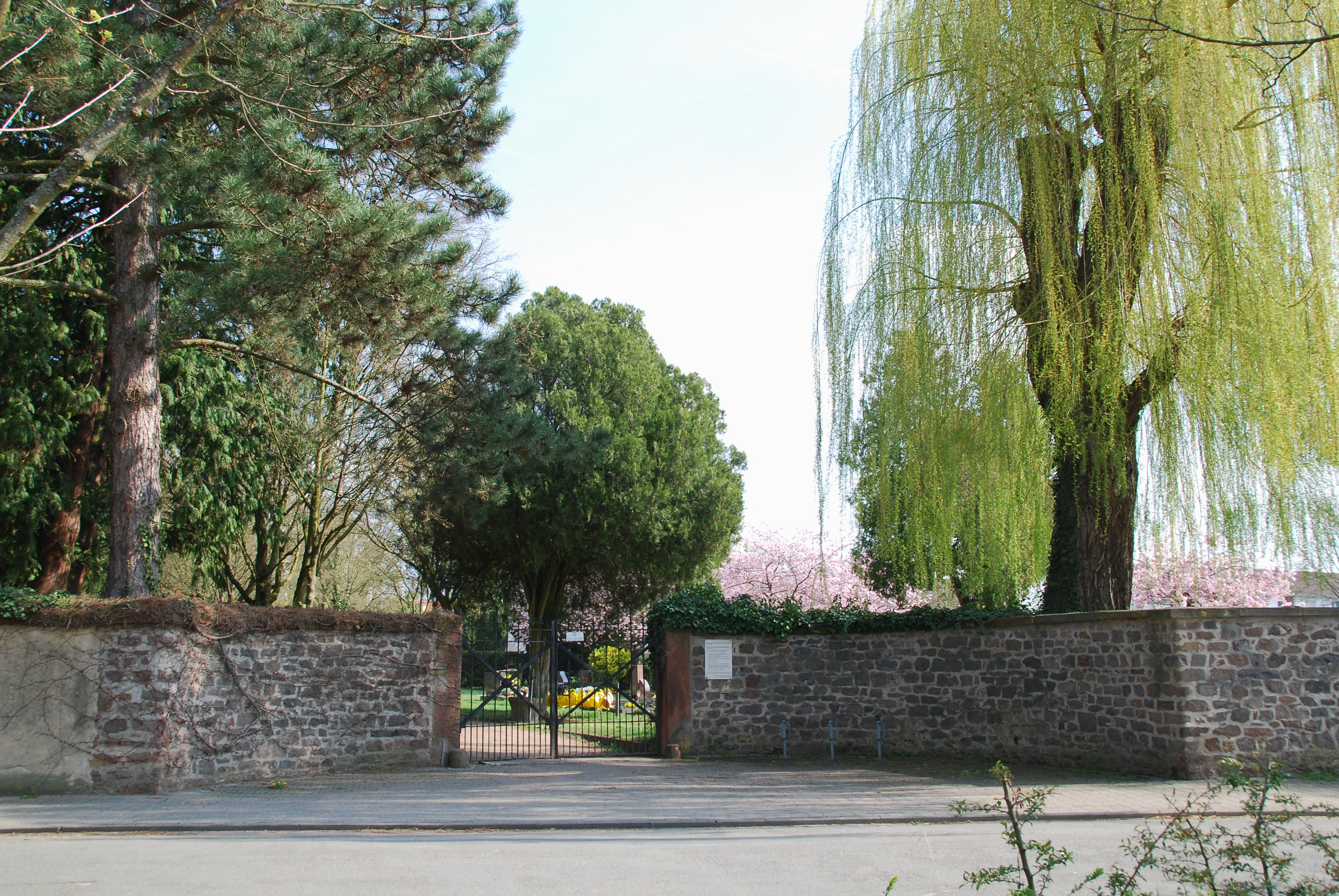
Alter Eingang (2016)
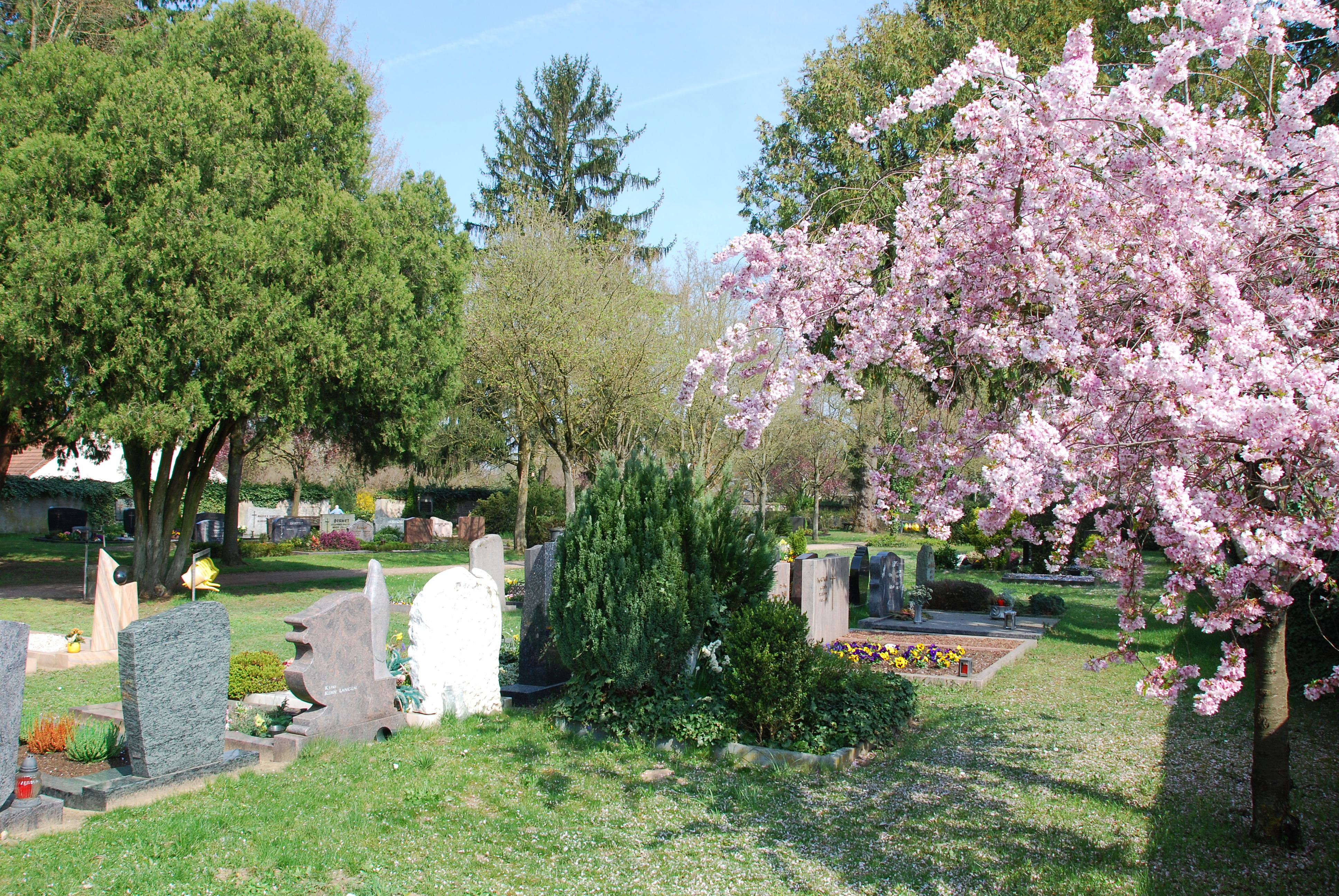
Grabreihen (2016)
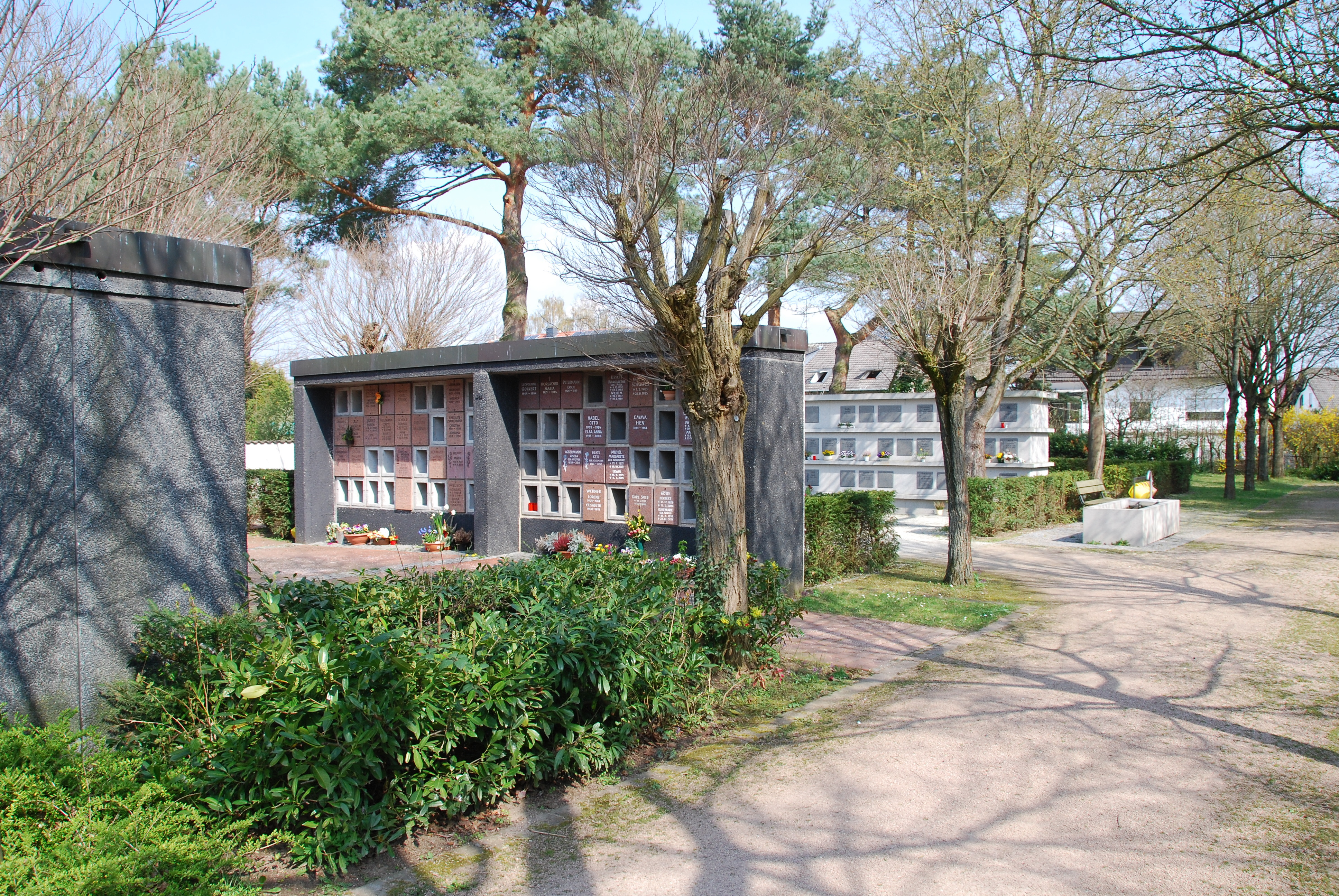
Urnenreihen (2016)